# Enicospilus pudibundae
Enicospilus pudibundae là một loài tò vò trong họ Ichneumonidae.